# Lérigneux
Lérigneux est une commune française située dans le département de la Loire en région Auvergne-Rhône-Alpes, et faisant partie de Loire Forez Agglomération.
La commune n'a pas de gentilé, mais c'est l'écureuil qui est la mascotte du village.

## Géographie

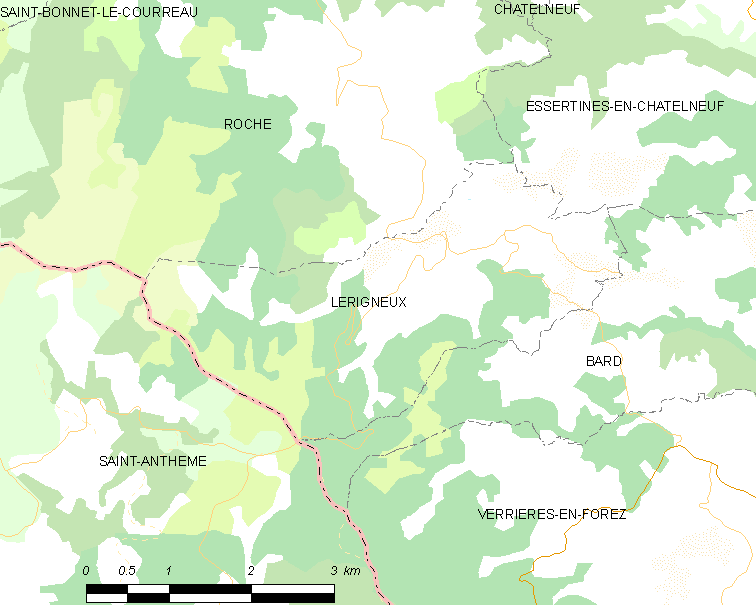
Localisation du village et des communes aux alentours

| Roche                     |           | Essertines-en-Châtelneuf |
|                           | Lérigneux |                          |
| Saint-Anthème Puy-de-Dôme |           | Bard                     |

Depuis le 27 juillet 2011 elle fait partie du parc naturel régional Livradois-Forez.
Le village de Lérigneux est entouré par les communes de Roche, Bard, Essertines-en-Châtelneuf, Saint-Anthème et Verrières-en-Forez, et est située à 10 kilomètres à l'ouest de Montbrison. Ce village est situé entre deux rivières, le Cotayet et la Trézaillette. Ces deux rivières traversent également le territoire de la commune.

### Climat
Pour des articles plus généraux, voir Climat d'Auvergne-Rhône-Alpes et Climat de la Loire.
En 2010, le climat de la commune est de type climat des marges montargnardes, selon une étude du Centre national de la recherche scientifique s'appuyant sur une série de données couvrant la période 1971-2000. En 2020, Météo-France publie une typologie des climats de la France métropolitaine dans laquelle la commune est exposée à un climat de montagne ou de marges de montagne et est dans la région climatique Nord-est du Massif Central, caractérisée par une pluviométrie annuelle de 800 à 1 200 mm, bien répartie dans l’année.
Pour la période 1971-2000, la température annuelle moyenne est de 8,5 °C, avec une amplitude thermique annuelle de 15,7 °C. Le cumul annuel moyen de précipitations est de 1 012 mm, avec 10,9 jours de précipitations en janvier et 7,8 jours en juillet. Pour la période 1991-2020, la température moyenne annuelle observée sur la station météorologique de Météo-France la plus proche, « Savigneux », sur la commune de Savigneux à 9 km à vol d'oiseau, est de 11,0 °C et le cumul annuel moyen de précipitations est de 665,4 mm,. Pour l'avenir, les paramètres climatiques de la commune estimés pour 2050 selon différents scénarios d'émission de gaz à effet de serre sont consultables sur un site dédié publié par Météo-France en novembre 2022.

## Urbanisme

### Typologie
Au 1er janvier 2024, Lérigneux est catégorisée commune rurale à habitat très dispersé, selon la nouvelle grille communale de densité à sept niveaux définie par l'Insee en 2022.
Elle est située hors unité urbaine. Par ailleurs la commune fait partie de l'aire d'attraction de Montbrison, dont elle est une commune de la couronne,. Cette aire, qui regroupe 27 communes, est catégorisée dans les aires de moins de 50 000 habitants,.

### Occupation des sols
L'occupation des sols de la commune, telle qu'elle ressort de la base de données européenne d’occupation biophysique des sols Corine Land Cover (CLC), est marquée par l'importance des forêts et milieux semi-naturels (50,1 % en 2018), une proportion identique à celle de 1990 (50,1 %). La répartition détaillée en 2018 est la suivante : 
forêts (45,4 %), prairies (38,4 %), zones agricoles hétérogènes (11,4 %), milieux à végétation arbustive et/ou herbacée (4,7 %). L'évolution de l’occupation des sols de la commune et de ses infrastructures peut être observée sur les différentes représentations cartographiques du territoire : la carte de Cassini (XVIIIe siècle), la carte d'état-major (1820-1866) et les cartes ou photos aériennes de l'IGN pour la période actuelle (1950 à aujourd'hui).

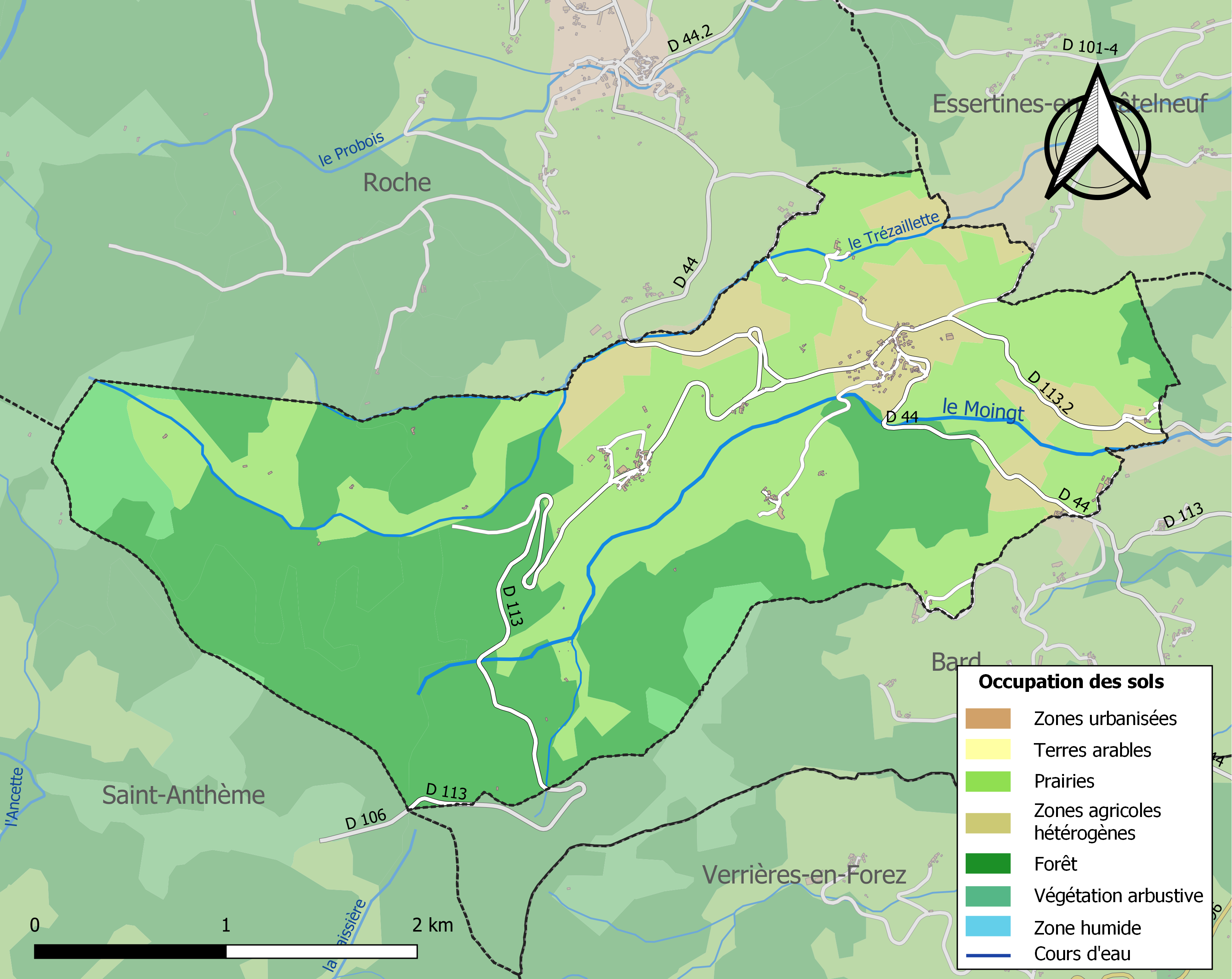
Carte des infrastructures et de l'occupation des sols de la commune en 2018 (CLC).

## Histoire

### Antiquité
Lérigneux s'appelait à l'origine Lerignacum. Ce nom vient probablement d'un propriétaire gallo-romain, Lerius, auquel on a ajouté le suffixe -acum. Puis, beaucoup plus tard, après la déformation de son nom, Lerignacum devient Lerineu, nom qui apparait au XIIIe siècle. Lerineu devient ensuite Lérignieu et obtient enfin le nom qu'il a aujourd'hui, Lérigneux. Certaines dispositions de collines et l'observation de quelques vestiges divers par plusieurs habitants du village, entre autres Louis-Pierre Gras, permettent de penser qu'il y a eu, à une époque très reculée, un oppidum, c'est-à-dire un village fortifié antique, au niveau du Gâs de Genétoux.

### Moyen-Âge
Au XIIIe siècle, Lerineu, selon le nom de l'époque, fait partie de la châtellenie de Châtelneuf, mais il y avait bien avant cette date une petite communauté rurale qui vivait là depuis le Haut Moyen Âge. À cette époque, le sort des habitants est probablement le même que tous les habitants du Forez, une vie difficile définie par une insécurité omniprésente, les habitants n'ayant en effet aucun donjon ou quelqconque défense pour se protéger.

### Révolution Française
Peu avant 1789, la paroisse de Lérigneux ne représentait qu'une seule et unique parcelle fiscale. Cette parcelle était constituée du bourg et d'une douzaine de petits hameaux ou endroits habités. Au XVIIIe siècle, d'après les registres de décès de la paroisse, plus de 60 % des habitants étaient des "laboureurs", c'est-à-dire des cultivateurs. Il y avait également un grand nombre de journaliers, environ 17 %. Ces journaliers étaient des personnes qui se louaient à la journée, pour aller, par exemple, faucher dans les champs. Il y avait également, comme dans beaucoup de petits villages, un marchand, un maréchal, un sabotier, un maçon, des charpentiers-menuisiers, des aubergistes, des tailleurs d'habits… L'artisanat local était donc très peu représenté, contrairement à d'autres villages des alentours. On peut également observer qu'il y avait un peu plus de 2 % de scieurs de long.  Ces professions vivant bien évidemment grâce à la présence de forêts tout autour du bourg et des hameaux. Les scieurs de longs ne pratiquaient ce travail la plupart du temps que comme appoint au travail de la terre, mais d'autres exerçaient ce métier à "plein temps". Il y avait aussi un tout petit pourcentage de domestiques et de servantes. Ces domestiques se trouvaient au bas de l'échelle sociale et venaient très souvent d'Auvergne et des villages voisins.

### Seconde Guerre mondiale
Lérigneux a été pendant la Seconde Guerre mondiale, le 7 août 1944, le théâtre de violents combats. En effet, trois groupes de maquisards, le groupe Ange, l'Armée secrète (A.S) et les Francs Tireurs et Partisans (F. T. P.), disposaient de combattants sur le terrain de la commune. C'est pour cela que tôt le matin du 7 août, le colonel Wittekind, le chef de l'état-major de liaison à Saint-Étienne, décide d'envoyer cent hommes de la Wehrmacht, soutenus par 150 gardes républicains et 400 miliciens des G. M. R. (Groupe Mobile de Réserve), les forces du régime de Vichy. Ces forces arrivent à Lérigneux, grâce à 55 véhicules dont 14 autocars, par deux routes bien distinctes : celle de Bard et celle de Verrières-en-Forez. Les combats s'engagent alors : le premier accrochage a lieu au niveau du hameau du Palais, vers neuf heures, où le groupe des Francs-tireurs et partisans est surpris par l'arrivée de ces troupes. Ils décident alors de décrocher pour rejoindre les autres maquisards. Les partisans laissent cependant sur le terrain un mort.  Ils comptent aussi dans leur rang trois blessés. Ensuite, les 400 miliciens du G.M.R décident d'occuper le hameau de Dovézy, pendant que la deuxième colonne arrive à Lérigneux. Les 25 maquisards du F.T.P se trouvant dans la ville se replient alors vers Roche, après avoir défendu pendant un certain temps le village. Dans l'après-midi, les G.M.R qui occupaient Dovézy sont repoussés et chassés par une contre-attaque conjointe des maquisards de l'A.S et du groupe Ange. Cette contre-attaque force les G.M.R à se regrouper au bourg de Lérigneux. Pour éviter un probable encerclement par les forces maquisardes, les G.M.R décident alors de quitter Lérigneux pour repartir vers Montbrison vers 15 heures 30, et ce malgré l'engagement de troupes allemandes. C'est donc une victoire totale des maquisards qui caractérise cette bataille de Lérigneux. Les assaillants comptent en effet six morts et environ une trentaine de blessés dans leurs rangs, malgré un armement et une grande supériorité numérique.

## Politique et administration
Lérigneux faisait partie de la communauté d'agglomération de Loire Forez de 2003 à 2016 puis a intégré Loire Forez Agglomération.

## Démographie
L'évolution du nombre d'habitants est connue à travers les recensements de la population effectués dans la commune depuis 1793. Pour les communes de moins de 10 000 habitants, une enquête de recensement portant sur toute la population est réalisée tous les cinq ans, les populations de référence des années intermédiaires étant quant à elles estimées par interpolation ou extrapolation. Pour la commune, le premier recensement exhaustif entrant dans le cadre du nouveau dispositif a été réalisé en 2005.

En 2022, la commune comptait 170 habitants, en évolution de +17,24 % par rapport à 2016 (Loire : +1,32 %, France hors Mayotte : +2,11 %).
| 1793 | 1800 | 1806 | 1821 | 1831 | 1836 | 1841 | 1846 | 1851 |
| ---- | ---- | ---- | ---- | ---- | ---- | ---- | ---- | ---- |
| 325  | 702  | 263  | 478  | 466  | 334  | 325  | 335  | 316  |

| 1856 | 1861 | 1866 | 1872 | 1876 | 1881 | 1886 | 1891 | 1896 |
| ---- | ---- | ---- | ---- | ---- | ---- | ---- | ---- | ---- |
| 313  | 322  | 333  | 307  | 324  | 353  | 337  | 344  | 313  |

| 1901 | 1906 | 1911 | 1921 | 1926 | 1931 | 1936 | 1946 | 1954 |
| ---- | ---- | ---- | ---- | ---- | ---- | ---- | ---- | ---- |
| 334  | 312  | 326  | 256  | 260  | 262  | 241  | 240  | 230  |

| 1962 | 1968 | 1975 | 1982 | 1990 | 1999 | 2005 | 2006 | 2010 |
| ---- | ---- | ---- | ---- | ---- | ---- | ---- | ---- | ---- |
| 203  | 187  | 161  | 145  | 118  | 126  | 138  | 138  | 155  |

| 2015 | 2020 | 2022 | - | - | - | - | - | - |
| ---- | ---- | ---- | - | - | - | - | - | - |
| 147  | 163  | 170  | - | - | - | - | - | - |

## Lieux et monuments
- L'église Saint-Jacques-le-Majeur de Lérigneux[22]. Elle est inscrite à l'Inventaire général du patrimoine culturel[23].
- Le monument aux morts de la Grande Guerre est situé dans l'église et comporte le nom et la photo des 13 jeunes hommes du village qui ont donné leur vie pour la France[24].
- La place de l'église.
- Le lavoir de Lérigneux.
- L'observatoire de la LPO au col de Baracuchet[25],[26].